# スマラガ
スマラガ （バスク語: Zumarraga, スペイン語: Zumárraga）は、スペイン・バスク州ギプスコア県のムニシピオ（基礎自治体）である。公式名はバスク語のZumarraga。

## 地理
スマラガは、幅3kmほどしかないアルト・ウロラ谷に寄り添うように形成された町である。西にはウロラ川が流れている。そして、川向こうにはイリモ山が見える。

## 歴史
地名はバスク語で「ニレのある土地」を意味する。zumarがニレ、接尾辞の-agaが場所または土地を意味している。
スマラガについての最古の記録は1366年、血にまみれた第一次カスティーリャ継承戦争でペドロ1世から王位を簒奪したエンリケ2世が、ラスカノ領主であるスマラガの修道院に寄進を行った際である。最初の定住地としてのスマラガは、サンタ・マリア・デ・スマラガ教区教会周辺から成長し始めた。1526年に初めて自治体条例が出された。1864年には延伸工事を行っていたレンフェの北部鉄道路線がスマラガに到達し、この年の8月20日にスマラガ駅が開業した。また、1926年にはスマイアとスマラガをウロラ川に沿うようなルートで結ぶウロラ鉄道が通じたものの、これは1986年に廃線になったため、現在はレンフェの路線のみが残っている。

## 経済
長い間、農業と畜産を中心としてきた。19世紀に鉄道路線が開通してからは、重要な工業やサービス業が導入された。
1885年、フスト・アルティスによってラタンの枝編み細工工場ができた。彼は次々とバスケットの工場をつくった（1930年代まで存続）。スペイン内戦以後工業が優勢となり、新たに設置された製鉄工業のエステバン・オルベゴソ工場は1950年代には小さなスマラガの人口の大半が勤めるようになった。現在、スマラガ最大の工場はアルセロール・ミッタル・スマラガである（旧エステバン・オルベゴソ工場を統合）。

## 政治

### 議会
| 政党                                               | 2015   | 2015 | 2011   | 2011 | 2007   | 2007 |
| 政党                                               | 得票率 | 議席 | 得票率 | 議席 | 得票率 | 議席 |
| バスク社会党 (PSE-EE)                              | 51.19% | 8    | 39.82% | 8    | 55.38% | 11   |
| エウスカル・エリア・ビルドゥ (EH Bildu) / ビルドゥ | 18.99% | 2    | 25%    | 5    | -      | -    |
| バスク民族主義党 (EAJ-PNV)                         | 17.41% | 2    | 19.64% | 3    | 18.37% | 3    |
| イラバシ                                           | 8.13%  | 1    | -      | -    | -      | -    |
| 国民党 (PP)                                        | 3.02%  | 0    | 6.15%  | 1    | 7.12%  | 1    |
| アララール                                         | -      | -    | 4.94%  | 0    | -      | -    |
| バスク統一左翼                                     | -      | -    | 3.11%  | 0    | -      | -    |
| バスク連帯 (EA)                                    | -      | -    | -      | -    | 9.7%   | 1    |
| バスク統一左翼/アララール (EB-B/A)                 | -      | -    | -      | -    | 7.19%  | 1    |

## 人口
| スマラガの人口推移 1842－2009                           |
|                                                         |
| 出典:INE（スペイン国立統計局）1900年 - 1991年、1996年 - |

## 出身者
- ミゲル・ロペス・デ・レガスピ - 16世紀のコンキスタドール。初代フィリピン総督。
- イニャキ・ウルダンガリン - ハンドボール選手。クリスティナ王女の夫
- アイトール・ゴンサレス - 自転車競技選手。
- ダニエル・ガルシア・カリージョ - サッカー選手。
- ミケル・バレンシアガ - サッカー選手。